# 张文栋
张文栋（1962年9月—），中华人民共和国政治人物、动态测试技术专家，生于河南太康县，教授、博士生导师。第十届山西省政协常委。

## 生平
1982年太原机械学院机械电子工程专业本科毕业，1986年获硕士学位，1995年在北京理工大学获博士学位，1996年至1998年在清华大学仪器仪表博士后流动站工作。
1998年2月任华北工学院副院长，2000年10月任华北工学院院长、2004年6月任中北大学校长，2010年1月任太原理工大学校长。2013年3月任山西省教育厅党组书记、厅长，山西省高校工委书记，2017年1月卸任，转任山西省人民政府副秘书长。2023年，退居二线，转任山西省人大常委会教育科学文化卫生工作委员会副主任。